# Vichnou-Sarma
Vichnou-Sarma ou Vishnusharman (en sanskrit : विष्णुशर्मन्) est un brahmane du Cachemire qui, selon la tradition, aurait compilé le recueil de fables appelé Pañchatantra à la demande d’un râja comme un guide de gouvernement à destination des princes.
Cet auteur est aussi appelé Pilpay dans l'œuvre de La Fontaine.